# Lacs de Marinet
Les deux lacs de Marinet, le lac-grand de Marinet et le lac-petit de Marinet, sont situés à 2 550 mètres d'altitude dans le massif de Chambeyron en Haute-Ubaye dans les Alpes-de-Haute-Provence. Plus haut, il y deux autres lacs, de taille équivalente au lac-petit, et nommés lacs supérieurs de Marinet.

## Présentation
Ces quatre lacs sont alimentés par les eaux de ruissellement et les eaux de fonte des glaciers de Marinet, nichés sur le versant nord du massif. Ce sont les glaciers permanents les plus méridionaux des Alpes françaises, mais avec le réchauffement climatique, ces glaciers sont en perpétuelle régression depuis 1901 et auront disparu en surface sans doute d'ici quelques années. L'analyse des sédiments lacustres montre que les glaciers ont libéré le site des deux lacs il y a 5000 ans.
Ces glaciers ont cependant la particularité d'être des glaciers rocheux, ce qui signifie que dessous la masse grisâtre des langues rocheuses, à une dizaine de mètres de profondeur, les glaciers existent toujours. Le glacier ouest, qui alimente le lac-petit à une altitude de 2 530 m, a une langue glaciaire rocheuse de 750 mètres de long, alors que le lac-grand est alimenté à partir du glacier oriental par trois langues glaciaires rocheuses longues de 500 mètres. On peut supposer que malgré le réchauffement climatique, les glaciers demeureront sous les roches.

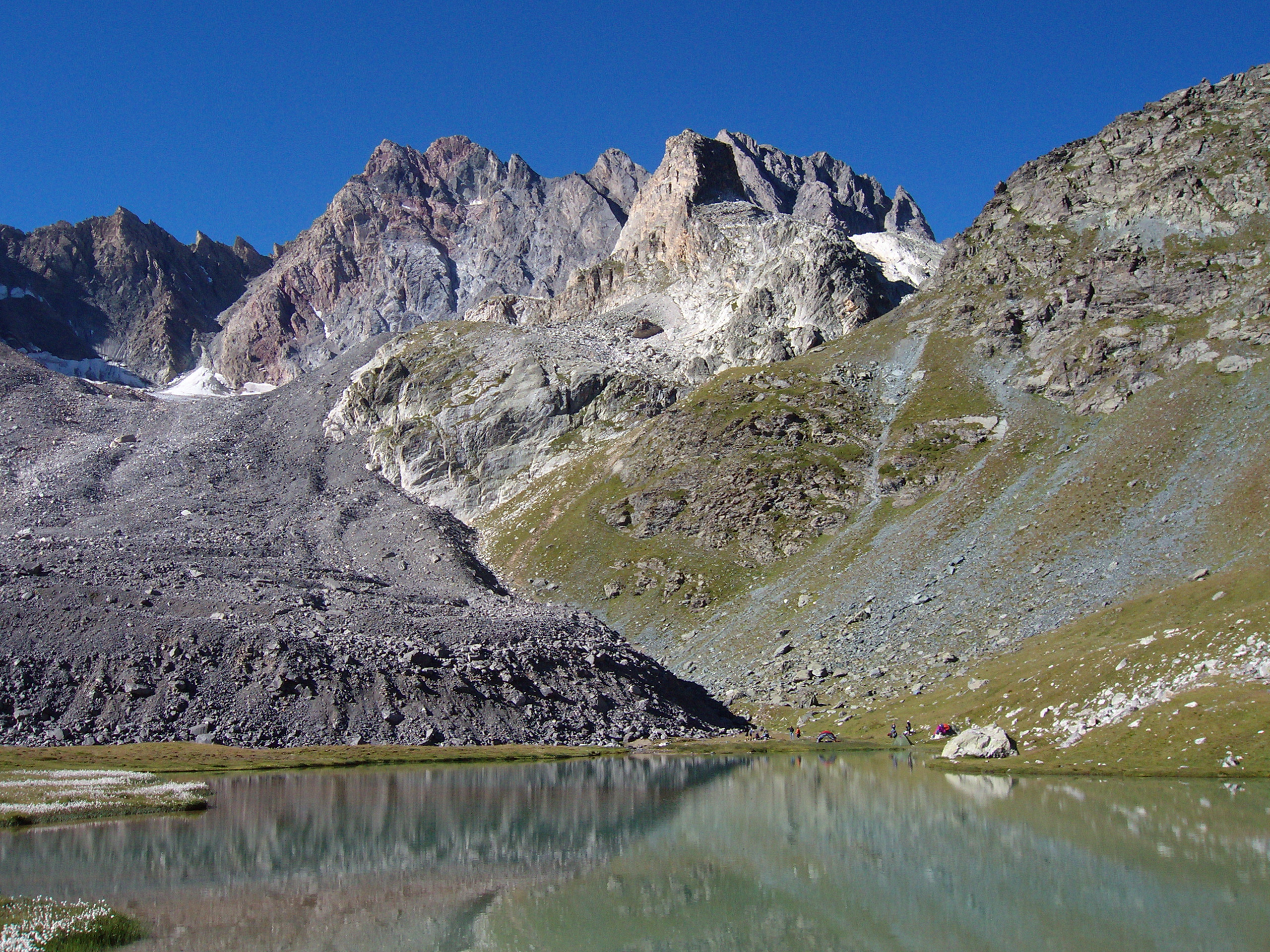
L'aiguille de Chambeyron, avec le glacier rocheux et le lac du Marinet.

## Hydrographie
La longueur du grand lac de Marinet, orienté nord-sud, est d'environ 500 mètres pour environ 100 mètres de large.
L'émissaire de ces lacs est le Béal de Marinet, 2,6 km, sur la commune de Saint-Paul-sur-Ubaye, lequel se jette dans le torrent de Mary, 5,9 km sur la même commune de Saint-Paul-sur-Ubaye, lequel conflue avec l'Ubaye puis la Durance et le Rhône.